# Kommende Lage

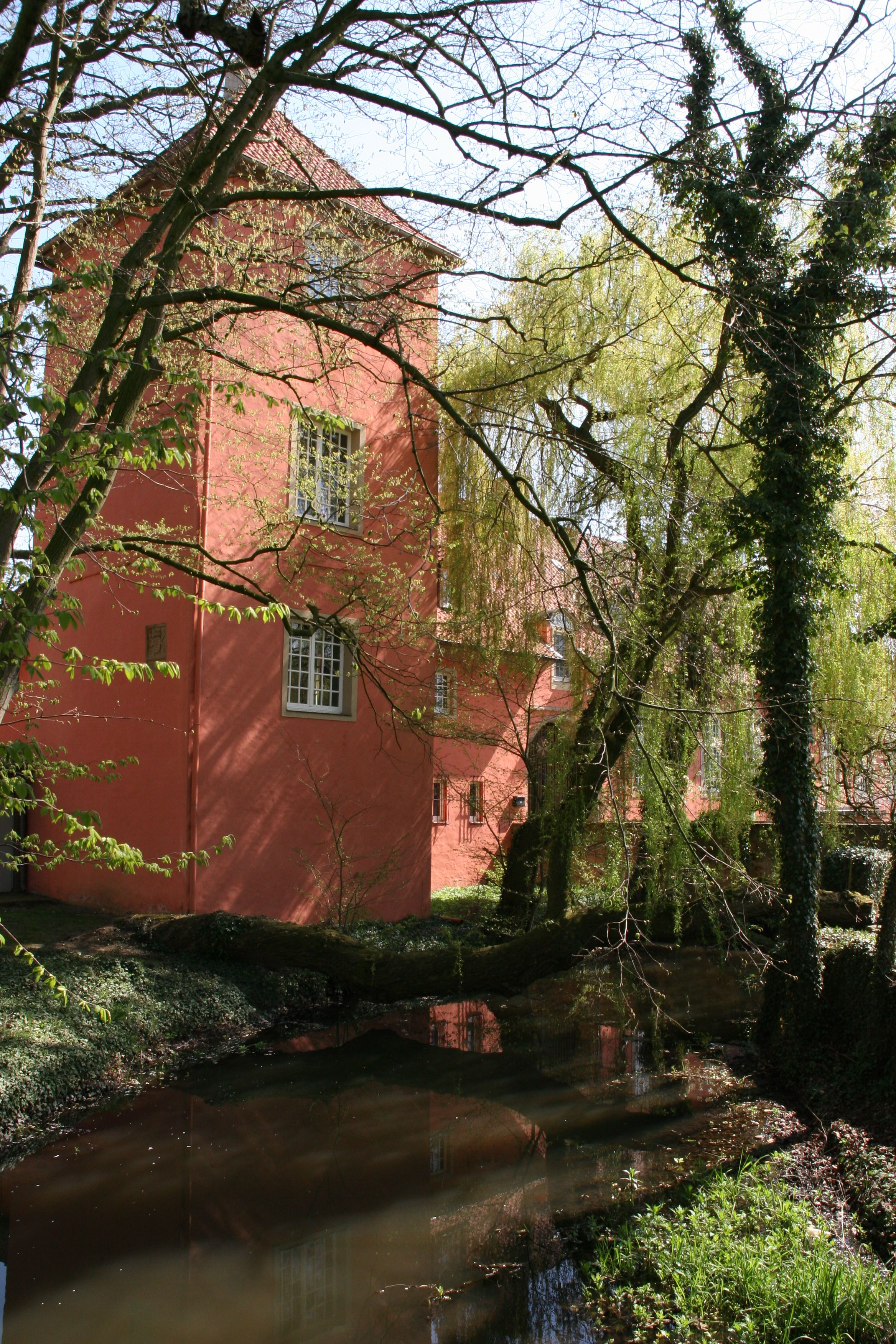
Ansicht der Kommende Lage von Nordwesten

Die Kommende Lage war eine Kommende des Johanniter- und Malteserordens auf dem Gebiet der heutigen Gemeinde Rieste in Niedersachsen. Sie bestand von Mitte des 13. Jahrhunderts bis 1810 und gilt neben Steinfurt als eine der bedeutendsten Niederlassungen des Ordens in Nordwestdeutschland.

## Geschichte

### Mittelalter
Graf Otto I. von Tecklenburg stiftete 1245 einen Hof in Lage dem Johanniterorden. Vor 1260 begann dort die Ansiedlung der Johanniter, 1262 lebten zwölf Ordensleute in Lage. In den folgenden Jahrzehnten wuchs Lage zur größten Niederlassung innerhalb der niederrheinisch-westfälischen Ballei, 1341 waren bereits 45 Johanniter dort ansässig. Im 14. Jahrhundert begann die Wallfahrt zum Lager Kreuz, einem 1315 geweihten Kruzifix, das sich heute in der Kirche St. Johannes der Täufer befindet.
Im Zusammenhang mit einer Fehde mit der Grafschaft Tecklenburg forderte der Osnabrücker Fürstbischof Dietrich von Horne 1377 zwei Zehnten von den Lager Johannitern. Nachdem die eigentlich von weltlichen Abgaben befreiten Ordensleute dies verweigert hatten, griff der Bischof die Kommende im Februar 1384 von seiner benachbarten Burg Vörden aus an, wobei die Gebäude unbewohnbar gemacht und die Johanniter vertrieben wurden. Dietrich von Horne wurde infolgedessen mit dem Kirchenbann belegt. Nach längerem Streit gab er Lage 1395 dem Johanniterorden zurück und leistete Unterstützung beim Wiederaufbau der Kommende. Diese erreichte in der Folgezeit jedoch nicht mehr ihre frühere Bedeutung, 1491 lebten neben dem Komtur noch sechs Ordensbrüder in Lage.

### Nach der Reformation
Nach der Reformation blieb die Kommende Lage, neben dem Kloster Malgarten, eine katholische Enklave im ansonsten protestantisch gewordenen Kirchspiel Bramsche.
Der Dreißigjährige Krieg hatte starke Auswirkungen auf die Kommende. Zunächst wurde sie 1615 und 1622 überfallen und geplündert. 1626 quartierte sich eine dänische Armee unter Johann Ernst von Sachsen-Weimar auf dem Weg nach Osnabrück in Lage ein. Von 1627 bis 1642 hielten Schweden die Kommende dauerhaft besetzt und die Gebäude wurden erneut schwer beschädigt.
Unter dem Komtur Johann Jakob von Pallandt (Amtszeit von 1646 bis 1693) wurden nach dem Krieg neue Gebäude für die Kommende errichtet. In der folgenden Zeit lebten außer dem Komtur kaum noch Ordensbrüder in der Kommende.
Nach dem Ende des Heiligen Römischen Reichs wurde die Kommende Lage 1810 aufgehoben und sollte zur Unterstützung des Ordens der Westphälischen Krone unter Jérôme Bonaparte verkauft werden, was jedoch nicht zustande kam. Nach dem Ende der französischen Herrschaft fiel die Kommende in den Besitz der Klosterkammer Hannover.

### 20. und 21. Jahrhundert
Im Jahre 1964 wurden die Gebäude verkauft und zum Hotel und Restaurant umgebaut. 1999 kaufte der Bischof von Osnabrück die Kommende und richtete dort ein Kloster der Dominikanerinnen ein. Im März 2020 verließen die letzten vier Dominikanerinnen das Kloster.
Im September 2020 beschloss das Provinzkapitel der deutschen Provinz der Franziskaner-Minoriten, im Kloster Lage einen Konvent zu gründen. Im Jahr 2021 übernahmen Franziskaner-Minoriten aus der Provinz St. Elisabeth die Kommende Lage als Kloster.

## Gebäude

### Kommendegebäude
Die erhaltenen Kommendegebäude wurden 1657 bis 1660, nach den Beschädigungen im Dreißigjährigen Krieg, erbaut. Es handelte sich ursprünglich um eine vierflügelige Anlage auf fast quadratischem Grundriss. Die umgebenden Gräften waren mit einem Arm der Hase verbunden. Der Nordflügel wurde im 19. Jahrhundert abgerissen und der nördliche Graben, der die Anlage von der vorgelagerten Kirche trennte, zugeschüttet. Erhalten sind West-, Süd- und Ostflügel. In der Nordwestecke ist ein vorspringender, quadratischer Turm eingebunden, der vermutlich ein Überbleibsel der ursprünglichen Anlage darstellt. Von einem zweiten Eckturm sollen früher die Fundamente aufgefunden worden sein. Vom Torhausflügel auf der Westseite führt eine Brücke über die Hase, im Südflügel befindet sich ein Rittersaal.

### Kirchengebäude

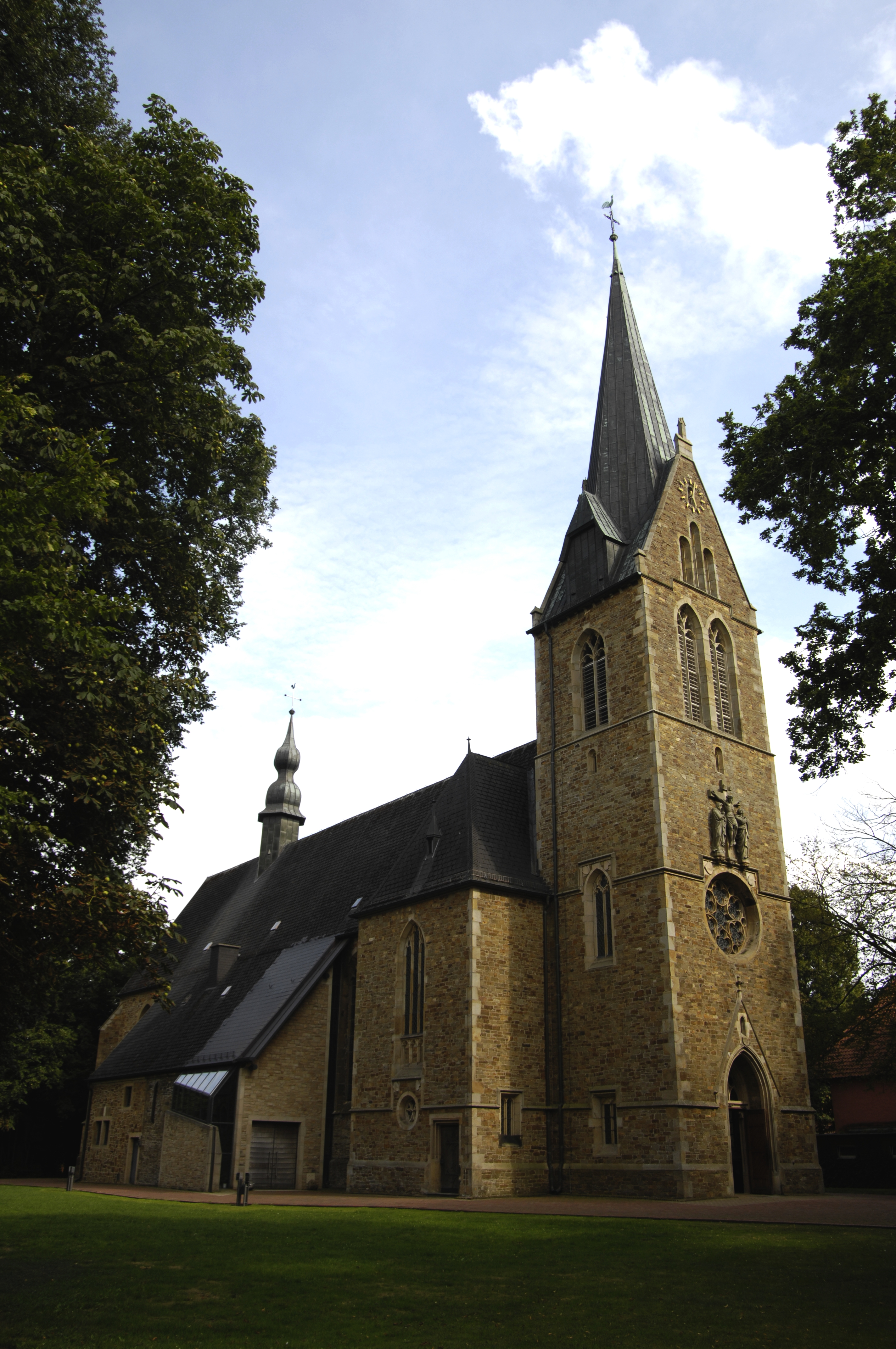
Pfarr- und Wallfahrtskirche St. Johannes der Täufer

Eine Hauskapelle in der Kommende wurde 1260 erstmals erwähnt. Anfang des 14. Jahrhunderts wurde außerhalb der Kommendegebäude eine Kirche errichtet, die beim Angriff des Osnabrücker Fürstbischofs Dietrich von Horne 1384 zerstört wurde. Anfang des 15. Jahrhunderts wurde die Kirche St. Johannes der Täufer erbaut und 1426 geweiht. Sie war von der Hauptinsel ursprünglich durch einen Wassergraben getrennt.
Nach dem Westfälischen Frieden fungierte St. Johannes der Täufer auch als Pfarrkirche für die katholische Bevölkerung der Umgebung. 1659 wurde die Kirche renoviert. Nach der Auflösung der Kommende wurde 1815 die Pfarrei Lage-Rieste anerkannt. 1902–1904 und 1960–1962 wurde das Kirchengebäude erweitert.